# Nyrebækkenet
Nyrebækkenet, pelvis renalis på latin, er et hulrum inde midt i nyren, der modtager urinen fra nyren og sender det videre til urinlederen (lat. ureter). Den dannes af samlingen af de mange calices renales majores, som selv er samlerør for calices renales minores, som modtager urin fra nyrepyramidernes papiller.